# Antonia Berning
Antonia Berning (* 18. April 1921 in Coesfeld; † 3. Oktober 2009) war eine deutsche Malerin.

## Leben
Antonia Berning wuchs in Coesfeld auf. Nach dem Abitur studierte sie von 1940 bis 1943 Grafik an der Akademie für Kunst und Handwerk in Münster. Die Kunstakademie in Prag besuchte sie bis 1945 und kehrte dann wieder nach Deutschland zurück. Nach dem Krieg studierte sie mit einem Stipendium in Düsseldorf an der Kunstakademie Malerei, Grafik und Bildhauerei bei Otto Pankok, Wilhelm Schmurr und dem Bildhauer Ewald Mataré, Sie gehörte seiner ersten Bildhauerklasse nach dem Zweiten Weltkrieg an. Zu ihren Kommilitonen zählten u. a. Günther Mancke, Irmgard Allendorff, Erwin Heerich und Joseph Beuys.
Bereits 1949, nach dem Abschluss ihres Kunststudiums, kam Antonia Berning nach Weißenseifen. Sie folgte damals den Studienfreunden Günther Mancke und Irmgard Allendorff. In Weißenseifen war bereits durch Günther Mancke die Basis für die Gründung einer Künstlersiedlung geschaffen worden.
1948 hatte Günther Mancke in Weißenseifen Grundstücke und ein Gebäude erworben. Dieses Haus wurde dann zur Urzelle der Künstlersiedlung.
Befreit von der strengen akademischen Schule entwickelte Antonia Berning bald ihren eigenen malerischen Stil. Das Farberleben in der Natur wurde ihr zur inspirierenden Quelle. Diese Farbeindrücke verwandelte sie im schöpferischen Prozess zu neuen Farbwelten.
60 Jahre lang, bis zu ihrem Tode im Jahre 2009, lebte und wirkte Antonia Berning in der Künstlersiedlung Weißenseifen.

## Antonia Berning-Stiftung
2003 begründete die Künstlerin die Antonia Berning-Stiftung. Der Stiftungsvorstand, der im Jahr der Gründung berufen wurde, führt seitdem die Stiftungsbelange. Die Stiftung präsentiert regelmäßig die Werke der Künstlerin, verwaltet den Bestand und vergibt Stipendien.

## Ausstellungen

### Einzelausstellungen
| 1968 | Galerie "Les Triades", Paris                   |
| 1970 | Galerie Gurlitt, Mainz                         |
| 1976 | Galerie Parktheater, Iserlohn                  |
| 1978 | Haus der Begegnung, Coesfeld                   |
| 1979 | Galerie "Mittelweg147", Hamburg                |
| 1980 | Galerie Aenigma, Basel                         |
| 1980 | Galerie Riouwstraat, Den Haag                  |
| 1984 | Galerie Berens, Trier                          |
| 1985 | Galerie Hausmannstraße, Stuttgart              |
| 1985 | Galerie Blaeser, Düsseldorf                    |
| 1992 | Turmgalerie, Coesfeld                          |
| 1992 | Rathaus, Prüm                                  |
| 1995 | Haus am Hirtenturm, Blankenheim                |
| 2006 | Suermondt-Ludwig-Museum Aachen                 |
| 2007 | SWR Studio, Trier                              |
| 2008 | Benediktiner Abtei Kloster Gerleve, Billerbeck |

### Gruppenausstellungen
Seit 1960 Jahresausstellungen der EVBK
| 1975    | Westfalenhalle Dortmund                                             |
| 1980    | Landtag Rheinland-Pfalz, Mainz                                      |
| 1980    | Pfalzgalerie Kaiserslautern                                         |
| 1985    | Art Cologne                                                         |
| 1987    | "Parallel Düsseldorf", Galerie Blaeser                              |
| 1990    | Große Kunstausstellung Nordrhein-Westfalen, Düsseldorf              |
| 1990    | Art Cologne                                                         |
| 1991    | Frankfurter Messe                                                   |
| 1994    | Galerie Valentin, Eupen                                             |
| 1994/95 | Wanderausstellung, Luxemburg, Koblenz, Aachen, Köln, Lüttich (EVBK) |
| 2000    | Ausstellung EVBK, Monschau, Luxemburg                               |
| 2006    | Bischöfliches Dom- und Diözesan-Museum, Trier                       |
| 2007    | Exposition Malmedy, Hommage an Robert Schumann                      |